# Strathspey Railway

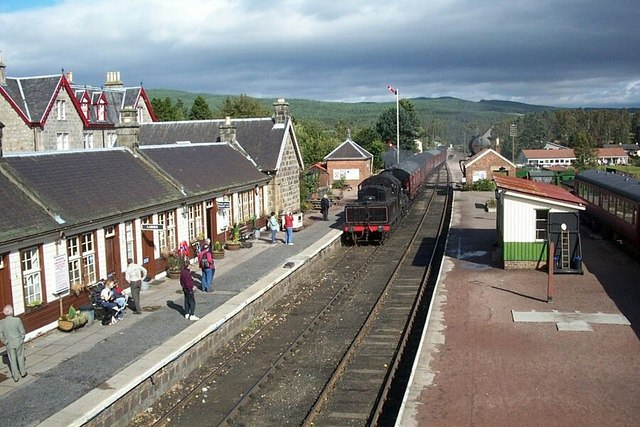
Ein Zug der Strathspey Railway fährt in Boat of Garten ein

Die Strathspey Railway ist eine Museumsbahn in Schottland. Die seit 1978 bestehende Bahn liegt in den Highlands und verkehrt zwischen Aviemore und Broomhill auf einer 16 Kilometer langen Strecke.

## Geschichte
Im Zuge der Beeching-Axt legte British Railways in den 1960er Jahren umfangreich Nebenstrecken und schwach nachgefragte Hauptstrecken still. Am 11. Oktober 1965 verlor auch die ehemalige Hauptstrecke der früheren Highland Railway zwischen Aviemore und Forres ihren Personenverkehr, nachdem der Fernverkehr der Highland Main Line zwischen Inverness und dem Central Belt schon ab 1898 auf die neue, noch heute befahrene Strecke über Carrbridge verlagert worden war. Am gleichen Tag beendete British Rail auch den Personenverkehr auf der in Boat of Garten abzweigenden Strecke durch das Tal des Spey nach Craigellachie. Bis 1968 verloren die Strecken auch ihren Güterverkehr und wurden komplett eingestellt.
Eisenbahnfans gründeten 1971 die Strathspey Railway Company und im Folgejahr die Strathspey Railway Association als unterstützenden Verein. Von British Rail wurde 1972 die Strecke von Aviemore bis Grantown-on-Spey mit dem Ziel der Einrichtung eines Museumsbetriebs erworben. Nach mehrjährigen Arbeiten konnte die Strathspey Railway 1978 den Museumsbahnbetrieb auf dem Abschnitt zwischen Aviemore und Boat of Garten aufnehmen. Zuvor musste in Aviemore ein eigener Bahnhof errichtet werden, da British Rail die Mitnutzung des dortigen Bahnhofs ablehnte. 
Network Rail stimmte 1998 der Mitnutzung des Bahnhofs Aviemore zu. Seitdem fahren die Museumszüge vom dortigen Gleis 3 ab, womit ein direkter Umstieg von den in Aviemore haltenden ScotRail-Zügen möglich ist. Vier Jahre später nahm die Strathspey Railway auf der alten Trasse der Strecke in Richtung Grantown eine Verlängerung von Boat of Garten bis Broomhill in Betrieb. Die Bahngesellschaft verfolgt weiter das Ziel, die Strecke bis Grantown-on-Spey zu verlängern, die entsprechenden Planungen werden auch vom Cairngorms-Nationalpark unterstützt. 2014 wurde mit dem Einsetzen einer gebrauchten Stahlbrücke auf die noch erhaltenen Widerlager der nach Einstellung der Strecke 1968 entfernten Brücke über den Dulnain bei Dulnain Bridge ein wesentlicher Meilenstein erreicht. Voraussetzung für den Weiterbau ist allerdings, dass Transport Scotland bei Grantown für die Fernstraße A95, die derzeit die ehemalige Strecke ebenerdig quert, eine Brücke über die Bahnstrecke errichtet. Derzeit liegen die Gleise bis zur Brücke über den Dulnain.

## Fahrplan
Die Fahrsaison der Strathspey Railway geht fast über das ganze Jahr, nur von November bis März verkehren Züge lediglich an ausgewählten Tagen sowie etwas öfter in der Vorweihnachtszeit. Von April bis Oktober verkehren die Züge jeweils an mehreren Wochentagen, im Juli und August täglich. Von besonderen Anlässen abgesehen stehen in der Regel drei Zugpaare pro Tag im Fahrplan. Darüber hinaus werden Sonderfahrten mit Speisewagen oder Whiskyverkostungen angeboten.

## Fahrzeuge

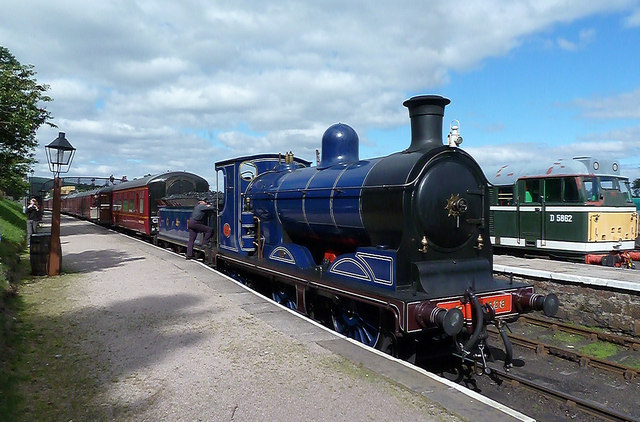
Lokomotive 828 der ehemaligen Caledonian Railway, hier in Boat of Garten, ist die älteste Dampflokomotive der Strathspey Railway

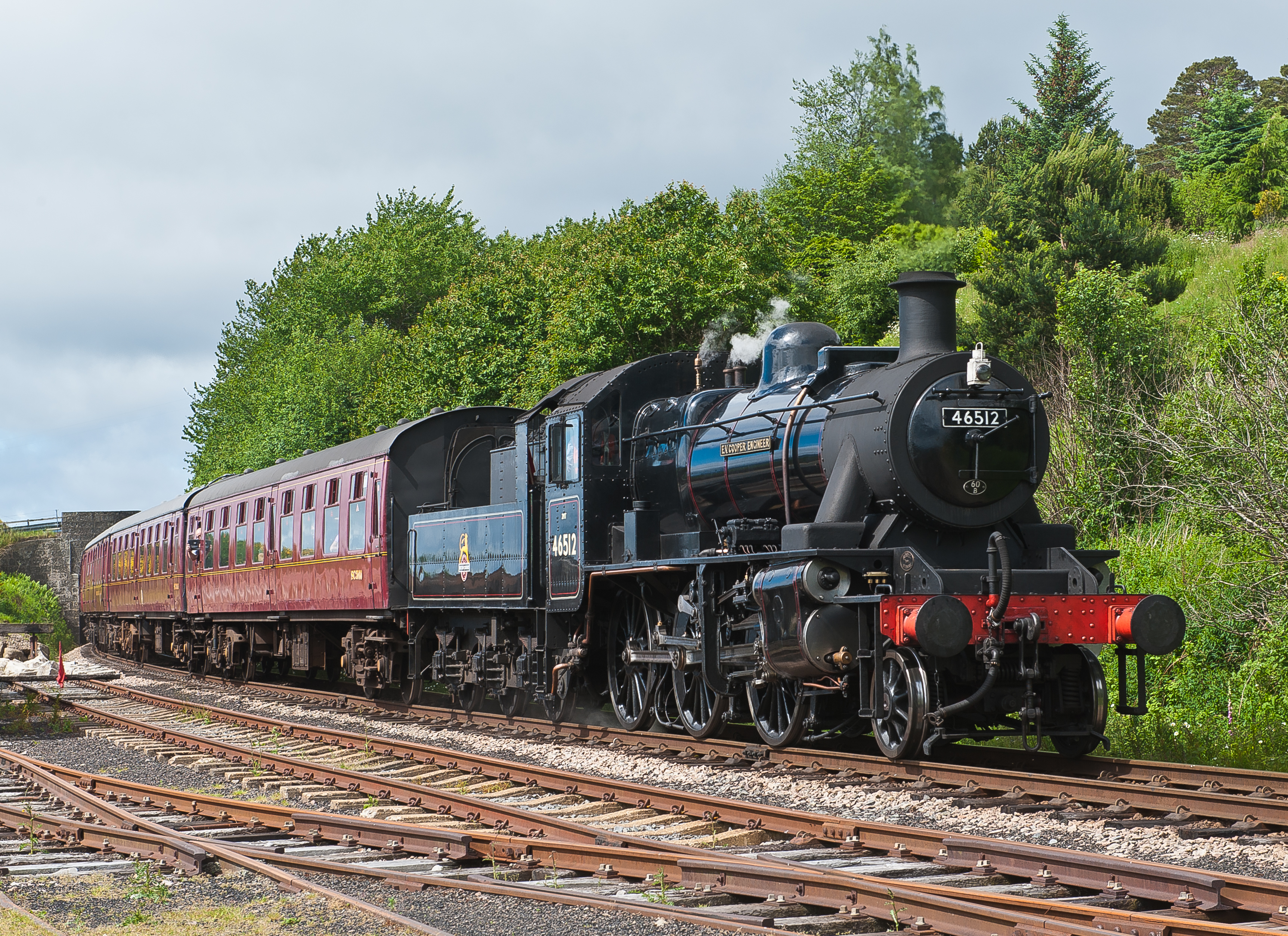
Zug mit Lokomotive der LMS-Klasse 2MT Ivatt nahe Broomhill Station

Betriebsmittelpunkt der Strathspey Railway ist Boat of Garten, die Bahn nutzt jedoch auch den alten Lokomotivschuppen des früheren Bahnbetriebswerks von British Railways in Aviemore. Der dortige eigene Bahnhof wird seit 1998 nur noch für interne Zwecke genutzt, die Züge beginnen und enden am Bahnhof der Highland Main Line. Die Strathspey besitzt verschiedene Dampflokomotiven und Diesellokomotiven wie auch Dieseltriebwagen. Daneben werden Leihfahrzeuge privater Eigentümer und anderer Gesellschaften eingesetzt.
Neben den Lokomotiven und Triebwagen besitzt die Strathspey Railway einen umfangreichen Wagenpark. Daneben werden die Bahnhöfe und Stellwerke mit alter Sicherungstechnik gepflegt und einsatzbereit gehalten. Die Bahnhöfe sind so weit wie möglich im Originalzustand erhalten worden.

### Dampflokomotiven
- Schlepptenderlokomotive der LMS-Klasse 2MT Ivatt mit der Achsfolge 1'C, Nr. 46512, 1952 in Swindon gebaut.
- Schlepptenderlokomotive der LMS-Klasse 5 „Black Five“, Nr. 5025, Achsfolge 2'C, Baujahr 1934
- Tenderlokomotive Nr. 17 „Braeriach“ der früheren Wemyss Private Railway, Achsfolge C, 1935 bei Andrew Barclay & Co. in Kilmarnock gebaut
- Schlepptenderlokomotive der CR-Klasse 812 (Caledonian Railway), Nr. 828, Achsfolge C, Baujahr 1899

### Dieseltriebfahrzeuge (ohne Rangierlokomotiven)
- Zwei Diesellokomotiven der BR-Klasse 26, Nr. 26002 und 26025
- Diesellokomotive BR-Klasse 27, Nr. 27050
- Diesellokomotive BR-Klasse 31, Nr. 31327
- Triebwagen der BR-Klasse 117, DMBS Sc51367/DMS Sc51402
- Triebwagen der BR-Klasse 107, DMBS Sc51990/DMBS Sc52008